# تپه سرنی شماره ۲
تپه سرنی شماره ۲ مربوط به سده‌های میانه دوران‌های تاریخی پس از اسلام است و در شهرستان مهران، بخش صالح آباد، روستای سرنی واقع شده و این اثر در تاریخ ۱۴ مرداد ۱۳۸۲ با شمارهٔ ثبت ۹۵۱۹ به‌عنوان یکی از آثار ملی ایران به ثبت رسیده است.